# اوشترشپای
اوشترشپای (به آلمانی: Osterspai) یک شهر در آلمان است که در Verbandsgemeinde Loreley واقع شده‌است. اوشترشپای ۱٬۲۹۵ نفر جمعیت دارد.